# Hamaguchi Osachi

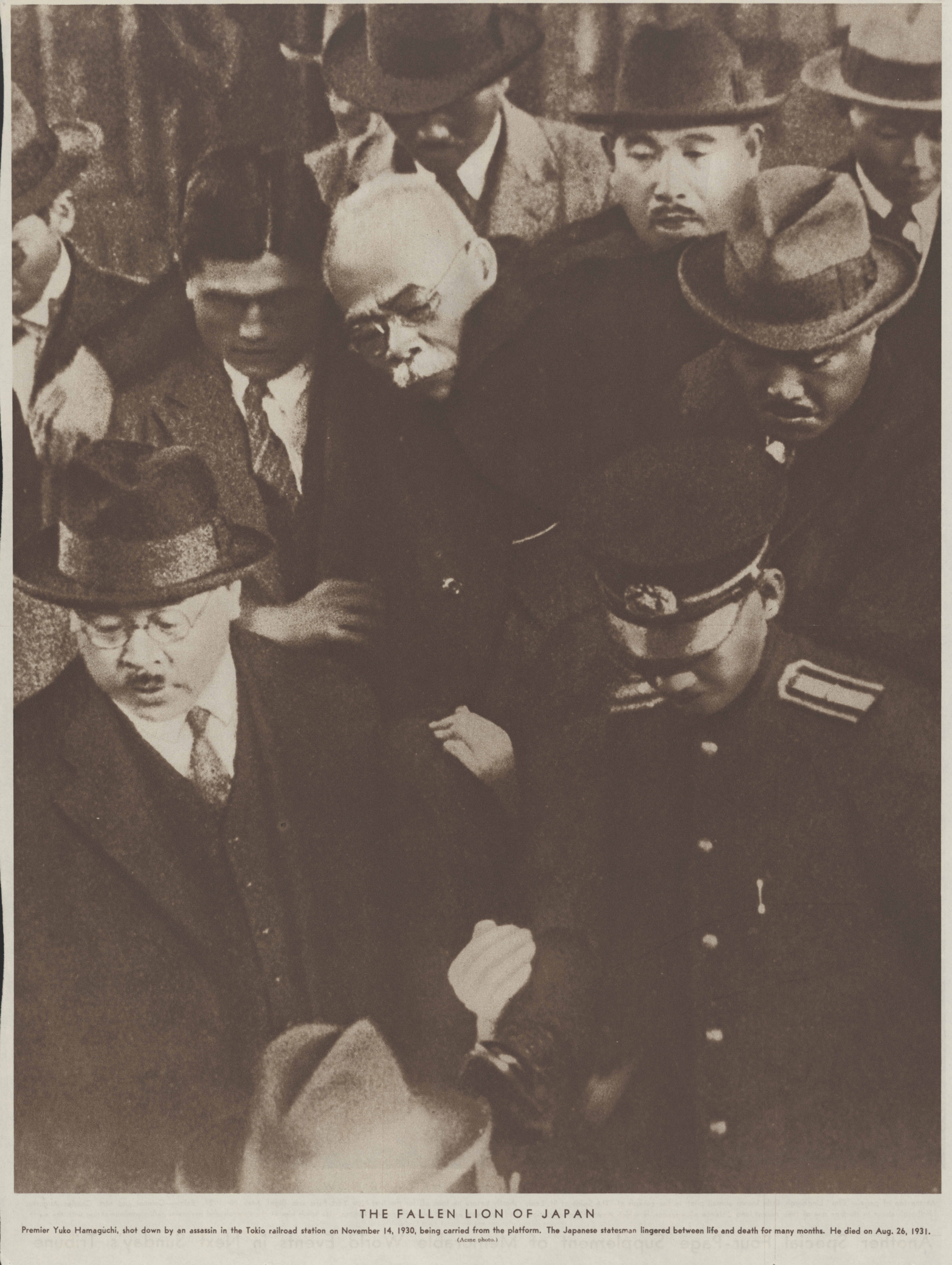
Tentativa de assassinato em Hamaguchi Osachi dentro da Estação de Tóquio, 14 de novembro de 1930

Hamaguchi Osachi  (1 de Abril de 1870 — 26 de Agosto de 1931) foi um político do Japão. Ocupou o lugar de primeiro-ministro do Japão de 2 de julho de 1929 a 14 de abril de 1931.